# Bardello
Bardello – miejscowość i gmina we Włoszech, w regionie Lombardia, w prowincji Varese.
Według danych na rok 2004 gminę zamieszkiwało 1218 osób, 609 os./km².